# Arima Harunobu

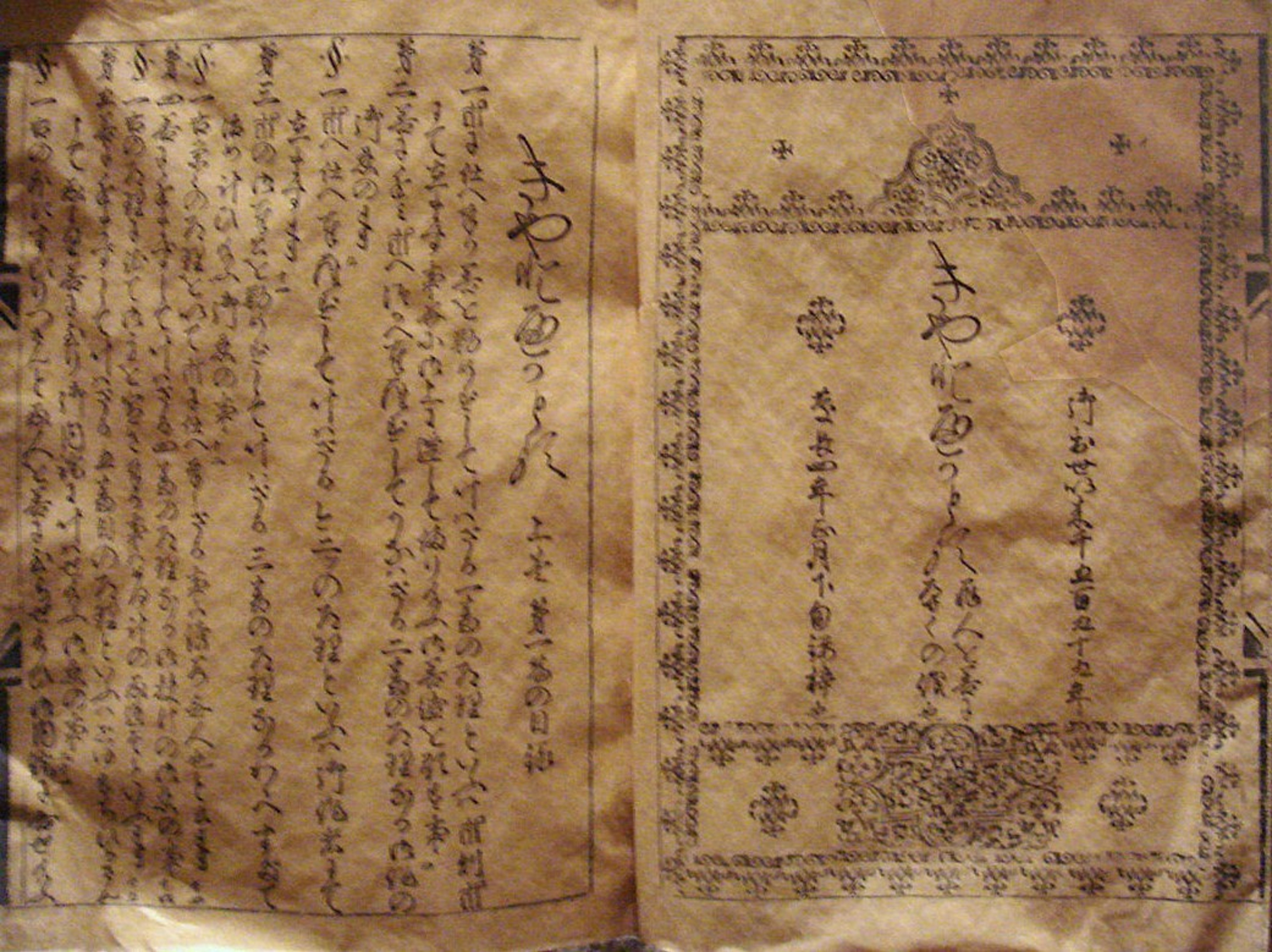
„Nihon Jesuit Edition“

Arima Harunobu (japanisch 有馬 晴信; geboren 1567 in Landkreis Takaku der Provinz Hizen; gestorben 5. Juni 1612 in der Provinz Kai) war ein christlicher japanischer Daimyō der Azuchi-Momoyama- und frühen Edo-Zeit.

## Leben und Wirken
Arima Harunobu war zweiter Sohn von Arima Yoshisada (有馬 義貞; 1521–1576). Zuerst hieß er mit Vornamen Shigezumi (鎮純), später Shigetaka (鎮貴) bzw. Hisataka (久貴), (久賢) oder Masazumi (正純). Er residierte auf der Burg Hinoe (日野江城) und auf Burg Hara（原城）im Bezirk Takara (高来郡) der Provinz Hizen. 1571 wurde er zum Aufseher für Bauvorhaben (修理大夫, Shūri dayū) ernannt, übernahm das Amt des Gouverneurs.
1580 wurde Arima vom Patriarchen Alessandro Valignano (1539–1606) getauft und „Protagio“, später „João“, genannt. Er setzte sich sehr für das Christentum ein, und so wurden an verschiedenen Orten Kirchen errichtet und Seminare (高等教育機関; Kōtō kyōiku kikan) eröffnet. Im Jahr 1582 gehörte sein Vetter Chijiiwa Miguel (千々石 ミゲル; 1569–1633) zu den vier Jugendlichen, die im Rahmen der Tenshō-Gesandtschaft den Papst in Rom besuchten. Er bat die Jesuiten um Hilfe, als er 1584 vom Ryūzōji-Klan (龍造寺氏) angegriffen wurde. Nach dem Sieg stiftete er die Kirche Urakami in der Stadt Nagasaki als Dank.
Als Toyotomi Hideyoshi die Vereinigung von Kyūshū mit dem zentralen Japan durchsetzte, erhielt Arima 1586 einen Landbesitz im Bezirk Takara mit einem Einkommen von 40.000 Koku, aber das Lehen Urakami wurde der direkten Kontrolle Hideyoshis unterstellt. 1587 wurden dort die Missionare vertrieben, die dann in das Lehen Arima flohen, wo ein „Collegio“, eine höhere Bildungseinrichtung gegründet und eine Japanische Ausgabe von Jesuiten-Texten mit Hilfe einer Buchdruckmaschine veröffentlicht wurde. Die „Nihon Jesuit Edition“ wurde mit Hilfe einer Buchdruckmaschine hergestellt. Während des Koreakrieges 1592 bis 1598 wurde er Untergebener von Konishi Yukinaga (?–1600).
1608 reiste Arima im Auftrag des Shogun Tokugawa Ieyasu nach Champa in Indochina. Auf dem Rückweg nach Macau rächte er sich für den Mord an einem Matrosen an Bord. Im Jahr 1609 brannte er das portugiesische Schiff „Nossa Senhora da Graça“ (früher „Madre de Deus“ genannt) im Hafen von Nagasaki nieder. Das ist als „Madre de Deus-Zwischenfall“ in die Geschichte eingegangen.
Nach diesem Erfolg versuchte Arima, sein ehemaliges Territorium (sechs Bezirke der Provinz Hizen) für seine Dienste zurückzuerhalten, fiel aber stattdessen den Machenschaften von Okamoto Daihachi (岡本 大八; ?–1612), einem Vasallen von Honda Masazumi (本多 正純; 1565–1637), zum Opfer, und sein Territorium wurde 1612 beschlagnahmt. Er wurde in die Provinz Kai verbracht und dann am 5. Juni desselben Jahres enthauptet. Dieser Vorfall war der Beginn einer vom Shogunat verfügten konsequenten Unterdrückung des Christentums.
Arima Harunobus Sohn Naozumi (有馬 直純; 1586–1641) wurde begnadigt und erbte ein Anwesen, das später in die Provinz Hyūga, in die heutige Stadt Nobeoka der Präfektur Miyazaki verlegt wurde.